# Fenestrulina barrosoi
Fenestrulina barrosoi is een mosdiertjessoort uit de familie van de Microporellidae. De wetenschappelijke naam van de soort is voor het eerst geldig gepubliceerd in 1993 door Alvarez.